# Salvavidas de hielo
Salvavidas de hielo es el duodécimo álbum de estudio del cantautor uruguayo Jorge Drexler. Fue publicado el 25 de septiembre de 2017 a través de Warner. El álbum presenta como instrumento predominante su guitarra acústica, además de duetos con Natalia Lafourcade, Mon Laferte y Julieta Venegas.

## Concepto
Luego de publicar su álbum Bailar en la cueva con una cantidad variada de instrumentos y mayor sonoridad, Drexler decidió enfocarse en grabar canciones acústicas para su siguiente álbum de estudio. Para ello, comenta haberse enfocado primero en la composición, tomando un año entero en escribir, para luego pulir el trabajo de ingeniería.
También lo describe como un homenaje al arte de la trova, donde destaca «Pongamos que hablo de Martínez» y su mención a Joaquín Sabina, una de las personas que lo ayudó a impulsar su carrera musical.

## Lista de canciones
Todas las canciones escritas y compuestas por Jorge Drexler, excepto donde se indique. 
| N.º   | Título                                         | Escritor(es)              | Duración |  |
| 1.    | «Movimiento»                                   |                           | 3:51     |  |
| 2.    | «Telefonía»                                    |                           | 3:05     |  |
| 3.    | «Silencio»                                     |                           | 3:27     |  |
| 4.    | «Pongamos que hablo de Martínez»               |                           | 3:02     |  |
| 5.    | «Estalactitas»                                 |                           | 4:21     |  |
| 6.    | «Asilo» (con Mon Laferte)                      |                           | 3:02     |  |
| 7.    | «Abracadabras» (con Julieta Venegas)           | Drexler · David Aguilar   | 3:38     |  |
| 8.    | «Mandato»                                      |                           | 4:52     |  |
| 9.    | «Despedir a los glaciares»                     | Drexler · Alejandra Melfo | 3:37     |  |
| 10.   | «Quimera»                                      |                           | 3:38     |  |
| 11.   | «Salvavidas de hielo» (con Natalia Lafourcade) |                           | 3:29     |  |
| 40:02 |                                                |                           |          |  |

## Posicionamiento en listas
| Listas (2017)            | Mejor posición |
| ------------------------ | -------------- |
| España (Top 100 Álbumes) | 4              |